# Klein und Wagner

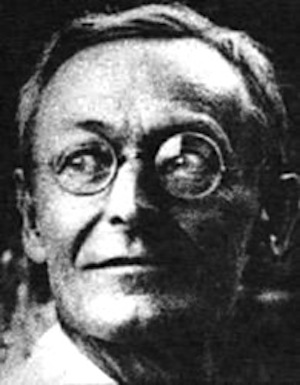
Hermann Hesse (1925)

Klein und Wagner ist eine 1919 publizierte Novelle Hermann Hesses. Erzählt werden die letzten Tage im Leben des von der Polizei gesuchten und nach Norditalien geflüchteten Bankbeamten Friedrich Klein.

## Inhalt
Flucht nach Norditalien
Der etwa 40-jährige Familienvater und Bankbeamte Friedrich Klein flieht, nachdem er Geld veruntreut und Urkunden gefälscht hat, mit dem Zug Richtung Süden. Er landet in einer italienischen Stadt und checkt im „Hotel Milano“ ein (Kap. 1). Voller Verzweiflung versucht er seine Tat zu verstehen, denkt zwanghaft nach und hat Alpträume: „In ihm selbst war alles gewachsen und entstanden, in seinem eigenen Herzen war das Schicksal groß geworden. Verbrechen und Auflehnung, Wegwerfen heiliger Pflichten, Sprung in den Weltraum, Hass gegen sein Weib, Flucht, Vereinsamung und vielleicht Selbstmord. […] Klein [kann] sich auf nichts […] hinausreden, nichts verantwortlich machen, höchstens vielleicht seine Frau. Ja, sie allerdings konnte und musste […] verantwortlich gemacht werden.“ Er erinnert sich an ein „Gefühl, oder eine Phantasie, ein seltsamer und krankhafter Seelenzustand, eine Versuchung, ein wahnsinniges Gelüst […] Es war die Vorstellung oder Vision einer furchtbaren Bluttat, die er beging, indem er sein Weib, seine Kinder und sich selbst ums Leben brachte.“ Jahre zuvor, als Kleins Leben noch beinahe glücklich war, hatte der süddeutsche Schullehrer Wagner seine ganze Familie abgeschlachtet. Damals verurteilte er mit Abscheu die Tat. Heute sieht er diese Entrüstung als Heuchelei an, in seinem Innern habe er die Tat verstanden und gebilligt. Er habe sich selbst an Wagners Stelle auf der Anklagebank gesehen. Er fürchtet, wahnsinnig zu werden, wenn diese Alpträume anhalten.
Teresina
Am nächsten Tag (Kap. 2) genießt er bei einem Spaziergang den Reiz der südlichen Landschaft am See. An diesem Tag begegnet ihm im Park die junge Tänzerin Teresina mit ihren metallisch gelben Haaren, die er zugleich sexuell anziehend und gerade deshalb dirnenhaft abstoßend empfindet. Er reflektiert, dass diese Beurteilung mit der Angst vor seiner eigenen Natur zusammenhängt, mit der Verdrängung des Tiers oder Teufels Wagner. Er fühlt sich entwurzelt. „Alles, was sein Leben lang gut und richtig gewesen war, war es jetzt nicht mehr. Alles muss[-] er aus sich selber holen, niemand [hilft] ihm. Und was [findet] er denn in sich selbst? Ach, Unordnung und Zerrissenheit!“ Am Abend sieht er Teresina in einem Gartenlokal bei einer Tanzvorführung mit ihrem Partner Claudio. Ihr Tango drückt „Glück und Freude aus, Schönheit und Luxus, gute Lebensart und Lebenskunstart“, auch „Liebe und Geschlechtlichkeit, aber nicht wild und glühend, sondern eine Liebe voll Selbstverständlichkeit, Naivität und Anmut“. Daran schließt sich ein freier Phantasietanz an, der „das gläubige Einverstandensein mit der eigenen Natur, die vertrauensvolle Hingabe an Wünsche, Träume und Spiele des Herzens“ ausdrückt. Für ihn ist es ein Bild der Harmonie einer Person mit sich selbst, und er verliebt sich in sie. Teresina spricht ihn nach dem Tanz an und verabredet sich mit ihm am nächsten Tag im Park. Dort sprechen sie über die Doppelexistenz des Menschen, sein äußeres, bürgerliches, gesellschaftskonformes Auftreten und seine innere Natur (Kap. 3). Er bekennt, dass er bisher nur „Fremdes, nur Gelerntes, nur Gutes und Richtiges“ tat. Aber er konnte dieses Leben nicht mehr ertragen. Jetzt gehe ihn die Welt nichts mehr an, er sei ganz allein. Er sei aus dem Nest gefallen. Jetzt müsse er untergehen oder fliegen lernen. Beim Verbalisieren seiner Probleme spürt er die Begrenztheit der Sprache. Am besten wäre es zu schweigen. Als Teresina ihn fragt, was er eigentlich von ihr erwartet, weiß er es nicht, läuft davon und wandert durch die Umgebung der Stadt. Seine Depression weicht in der Natur einem euphorischen Gefühl, einem Einklang mit Gott. In einem ländlichen Wirtshaus, in dem er in einem kahlen Kämmerchen übernachtet, ist er glücklich im Gefühl des einfachen bedürfnislosen Lebens, ohne Reflexion. Als die junge Wirtin, deren betrunkener Mann im Streit das Haus verlassen hat, nachts in sein Bett kommt, stürzt er nach kurzer Lust wieder ab in Schuldgefühle, Angst und Ekel vor dem Leben und verlässt fluchtartig das Haus.
Die ganze Nacht verbringt er im Freien, fühlt sich verloren, will sich, wie Wagner, selbst töten, auf die Schienen vor einen Zug werfen und sieht dann, dass damit seine Probleme nicht gelöst sind und er nur durch Leid seinen Weg zur Reife finden kann. Dann schläft er im Wald.
Am nächsten Tag geht er in den Kursaal, sieht Teresina beim Tanzen und lädt sie ein, mit ihm am Abend mit dem Boot zur Spielbank nach Castiglione zu fahren (Kap. 4). Er hat zwei Tausenderschein dabei und fragt sie, ob sie gemeinsam spielen wollen. Sie ist für getrennte Aktionen. Er setzt seinen Schein auf eine Nummer und verliert. Sie teilt ihren Betrag auf und hat am Ende 5000. Für Teresina bedeutet der Geldgewinn Freiheit. Er erwidert, Geld bedeute nicht Freiheit, denn es gehe schnell verloren. Nur in ihren Wünschen gebe es Freiheit. Sie versteht seine Lebensphilosophie nicht, spürt auch seine undurchschaubare kriminelle Vergangenheit und warnt ihn: „Du lebst wie ein Selbstmörder.“ Zugleich ist sie von dem viel Älteren angezogen und geht mit ihm eine sexuelle Beziehung ein. Sie ist für ihn eine kindliche und „primitiv gesund[e]“ Gegenfigur zu seiner zerrissenen, depressiven Persönlichkeit. Bei ihrer letzten Liebesnacht beobachtet er die ruhig und tief Schlafende: „ohne Schmerzen, ohne Angst, ohne Ahnung, schön und stumpf und dumm wie ein gesundes schlafendes Tier.“ (Kap. 5) In allem ist er, der Schlaflose, die Gegenfigur. Nach der Lust stürzt er ab und der teuflische Schmerz und die alten Ängste tauchen wieder auf (Kap. 5). Im schlafenden Gesicht Teresina schaut er auf den Grund und sieht nichts von Liebe darin, wie er auch im eigenen Herzen nichts von Liebe findet, sondern nur „Lebensgier und Angst, und aus […] dummer Kinderangst vor der Kälte, vor dem Alleinsein, vor dem Tode [flieht] man zueinander.“ Auch in seinem Spiegelbild sieht er „viel Lug und Trug“: „Es [ist] sehr alt, dies Gesicht, viel hat[-] sich in ihm gespielt, allzu viel.“ (Kap. 5). Wie in seinen Träumen vom Mörder Wagner sucht er ein Messer und will sie und dann sich töten.
Auflösung
Klein kommt zur Besinnung, verlässt Teresinas Zimmer, steigt am Ufer in einen Kahn, rudert auf den See und lässt sich ins Wasser gleiten. Er stirbt mit dem Gedanken an den Zugang zum ewigen Kreislauf des Weltstroms: „Die ganze Kunst war: sich fallen lassen“ in den Kreislauf der Welt, die immerfort geboren wird und immerfort stirbt: „Jedes Leben [ist] ein Atemzug, von Gott ausgestoßen. Jedes Sterben [ist] ein Atemzug, von Gott eingesogen. Wer gelernt hat[-], nicht zu widerstehen, sich fallen zu lassen, der [stirbt] leicht, der [wird] leicht geboren. […] Es [gibt] kein Bleiben in Gott! Es [gibt] keine Ruhe! Es [gibt] nur das ewige, ewige, herrliche heilige Ausgeatmetwerden und Eingeatmetwerden, Gestaltung und Auflösung, Geburt und Tod, Auszug und Wiederkehr, ohne Pause, ohne Ende. […] Jeder [kann] suchen. Jeder [kann] finden.“ (Kap. 5)

## Kurzanalyse
Durch die klassisch dramatische Einteilung in fünf Kapitel, den vorherrschenden inneren Monolog in oft freier und vor allem auch indirekter Rede, gepaart mit dem ausschließlich inneren Konflikt und der spärlichen, gerade mal typisierenden Beschreibung der Orte und Charaktere wird Hesse Mitbegründer eines neuen Schreibstils und Erzählmodus. Hinter der zunächst nur als einfache Kriminalgeschichte anmutenden, personalen Erzählung verbirgt sich ein modernes „Psychodrama“, das formale Ähnlichkeiten zu dem 1922 erschienenen Roman Ulysses von James Joyce aufweist.
Wie in seinem Roman Der Steppenwolf ordnet der Autor den Sprachfluss und -rhythmus beim Erzählen dem Empfinden des Protagonisten unter. Klein und Wagner entwirft mit einem Antagonismus das Bild eines bürgerlichen Lebens in der frühen Moderne. Einerseits funktioniert Friedrich Klein den bürgerlichen Werten entsprechend, andererseits bricht in einem Moment das unterdrückte Selbst hervor. Die bürgerliche Welt, die konventionellen Normen, Werte und Ziele sind für Klein zu einem unerträglichen Korsett geworden, in das er sich gezwängt und gedrängt fühlt. In ebendiesem bürgerlichen, für ihn viel zu engen oder sogar gänzlich falschen Leben verstößt Klein gegen die bürgerlichen Normen und Werte. Sein extremes Einhalten dessen, was er selbst für die Normen hält, führt zwar zu einem gesicherten und bequemen gesellschaftlichen Leben, genauso jedoch zu einer wachsenden Unzufriedenheit, die in der Veruntreuung und Flucht ihren ebenso extremen Ausbruch findet. Der Versuch Kleins, das bürgerliche Korsett abzuschnallen, führt ihn zwar hier und da zu großen Einsichten in sein innerstes Selbst. Gleichzeitig fühlt er sich aber hilf- und haltlos und stirbt schließlich. Er verachtet zwar die bürgerliche Welt, ist aber den Zukunftsängsten und den Lasten der Vergangenheit ebenso unterworfen und schafft es nicht, sich endgültig hiervon zu befreien.
Klein kennt keine Alternativen zu seinen gesellschaftlich geprägten Interpretationsmustern und Voreingenommenheiten; die bürgerliche Welt hatte ihm keine Möglichkeit gelassen, sich selbst kennen, lieben und leben zu lernen.
Mit der Figur des Lehrers Wagner greift Hesse auf einen historischen, seinerzeit aktuellen Amokläufer zurück, über den die Tagespresse berichtet hatte. Wegen seiner Popularität ist der Fall Wagner geeignet, Diskussionen über die Verantwortung des Einzelnen sowie der Gesellschaft anzuregen sowie die Dringlichkeit und Aktualität des Konfliktes, den Klein ausficht, deutlich werden zu lassen.

## Autobiographischer Bezug
Als Hesse im April 1919 ins Tessin kam und sich schließlich in Montagnola niederließ, hatte er gerade die schwere Entscheidung getroffen, seine Frau und seine drei Söhne zu verlassen. Vorausgegangen waren die sehr anstrengende Arbeit beim Aufbau einer Zentrale für Kriegsgefangenenfürsorge in Bern, die die Trennung von seiner Familie erforderte, und die Zerreißproben des Ersten Weltkrieges sowie die Schmähungen und Verunglimpfungen als Nestbeschmutzer und vaterlandsloser Geselle. Hesse hatte sich einer aufreibenden, eineinhalbjährigen Psychoanalyse unterzogen, als seine erste Frau Mia im Oktober 1918 in eine derart schwere Gemütskrankheit verfiel, dass ihre depressiven Rückfälle bis 1925 in drei verschiedenen Heilanstalten über längere Abschnitte stationär behandelt werden mussten. Der sie dann betreuende Psychoanalytiker Carl Gustav Jung kam zu dem Ergebnis, dass eine Trennung der Ehepartner in dem Sinne unausweichlich sei, als Maria die drei Söhne übernähme und Hesse getrennt seinen schriftstellerischen Weg verfolgen würde. Mia Hesses Verfassung erlaubte allerdings nicht, dass sie sich um die drei Söhne sorgen konnte, so dass diese bei Freunden, Pflegeeltern und in Landerziehungsheimen untergebracht werden mussten.
Hesse suchte den Irrtum und das Scheitern seiner Ehe nicht bei seiner Frau, sondern bei sich selbst. Zudem war ihm die Tragik der Trennung von seinen Söhnen bewusst. Diese Gesamtkonstellation den vier nächsten Verwandten gegenüber spiegelte Hesse in Klein und Wagner in der Weise, als in der Novelle der Beamte Klein durch seine Mordphantasien sein Gewissen auf erdrückende Weise belastet.

## Buchausgaben
Klein und Wagner wurde im Oktober 1919 in der von Hesse mitbegründeten „Zeitschrift für neues Deutschtum“ Vivos Voco vorabgedruckt. Die Erstausgabe erschien 1920 beim S. Fischer Verlag im Erzählband Klingsors letzter Sommer, zusammen mit der gleichnamigen Erzählung und der Ende 1918 noch in Bern entstandenen Erzählung Kinderseele. 1931 wurden diese drei Erzählungen zusammen mit Siddhartha unter dem Titel Weg nach innen veröffentlicht; in den Neuausgaben 1973 und 1983 ergänzt durch die Tessiner Aufzeichnungen Wanderung und acht Aquarelle Hesses. Einzeln erschien die Novelle erstmals 1958 in der Reihe Bibliothek Suhrkamp, 1973 schließlich als Suhrkamp Taschenbuch, 2014 dessen 21. Auflage.
- Klingsors letzter Sommer. Erzählungen. Fischer, Berlin 1920.
- Weg nach innen. Vier Erzählungen. Fischer, Berlin 1931; Suhrkamp, Frankfurt am Main 1983, ISBN 3-518-04480-X.
- Klein und Wagner. Erzählung. Suhrkamp, Frankfurt am Main 1958 (Bibliothek Suhrkamp, Band 43).
- Klein und Wagner. Novelle. Suhrkamp, Frankfurt am Main 1973, ISBN 3-518-36616-5 (st 116).